# AO Kavala
AO Kavala (Grieks: ΑΟ Νέα Καβάλα, Athlitikos Omilos Nea Kavala) is een voetbalclub in Griekenland. De thuisbasis van de club is het Kavala Stadion in Kavala.
Op 28 juli 2011 werd de club wegens omkoping door de Griekse voetbalbond teruggezet naar de Beta Ethniki. De club ging in eerste instantie succesvol in beroep maar later werd de club naar de Delta Ethniki, het vierde niveau teruggezet. Ook werd de voorzitter van de club levenslang geschorst.

## Stadion
Kavala Stadium is een multi-functioneel stadion in Kavala, Griekenland.
Het wordt meestal gebruikt voor voetbalwedstrijden en is de thuisbasis van AO Nea Kavala.

Het stadion werd gebouwd 1970, en heeft momenteel een capaciteit van 12.500 bezoekers.

## Competitie
- Alpha Ethniki: 1969-1975, 1976-1982, 1994-1995, 1996-2000, 2009-2010

- Beta Ethniki: 1965-1969, 1975-1976, 1982-1989, 1990-1994, 1995-1996, 2000-2001, 2001-2002, 2008-2009

- Gamma Ethniki: 1989-1990, 2001-2002, 2003-2008

## Erelijst AO Kavala
- Gamma Ethniki 1x

2007-08
- Beta Ethniki 4x

1966-67, 1968-69, 1975-76, 1995-96

## Bekende (oud-)spelers
- Ante Čović
- Charles Itandje
- Craig Moore
- Ebi Smolarek
- Wilson Oruma
- Valentinos Vlachos
- Łukasz Sosin
- Vassilis Lakis
- Željko Kalac

## Coaches
- Vasilis Daniil
- Michalis Bellis
- Grzegorz Lato
- Kostas Iosifidis
- Nikos Goulis
- Stratos Voutsakelis
- Aad de Mos

## Competitie geschiedenis
- 1965 – 1969: Division 2
- 1969 – 1975: Division 1
- 1975 – 1976: Division 2
- 1976 – 1982: Division 1
- 1982 – 1989: Division 2
- 1989 – 1990: Division 3
- 1990 – 1994: Division 2
- 1994 – 1995: Division 1
- 1995 – 1996: Division 2
- 1996 – 2000: Division 1
- 2000 – 2001: Division 2
- 2001 – 2002: Division 3
- 2002 – 2003: Division 2
- 2003 – 2008: Division 3
- 2008 – 2009: Division 2
- 2009 – 2010: Division 1
- 2010 – 2011: Division 1
- 2011 – 2012: Division 4